# Joaquín III de Bulgaria
Joaquín III (en búlgaro: Йоаким III; fallecido en 1300) fue el patriarca de Bulgaria desde 1284 hasta 1300.
En 1284 fue enviado a Constantinopla por el zar Jorge Terter I, para organizar la liberación de su primera esposa, que había estado como rehén de los bizantinos por un acuerdo de paz. Sin embargo, el hijo del zar, Teodoro Svetoslav, que también había estado cautivo en la capital bizantina, no fue liberado.
En 1285, el patriarca Joaquín III fue nuevamente a Constantinopla y consiguió arreglar la liberación del joven príncipe.
En 1300 el zar Teodoro Svetoslav lo acusó de traición por presuntos vínculos con los mongoles, cuando estos tomaron el trono de Bulgaria bajo Chaka en 1299, y ordenó su ejecución. La Iglesia ortodoxa búlgara no reconoce los cargos contra el patriarca escritos en el libro de Boril.